# Liste der Monuments historiques in Orphin
Die Liste der Monuments historiques in Orphin führt die Monuments historiques in der französischen Gemeinde Orphin auf.

## Liste der Bauwerke
| Bezeichnung                          | Beschreibung | Standort | Kennzeichnung | Schutzstatus | Datum | Bild |
| ------------------------------------ | ------------ | -------- | ------------- | ------------ | ----- | ---- |
| Glockenturm der Kirche Ste-Monégonde |              | (Lage)   | PA00087559    | Inscrit      | 1968  |      |

## Liste der Objekte
- Monuments historiques (Objekte) in Orphin in der Base Palissy des französischen Kultusministeriums